# Ottawa Macdonald-Cartier International Airport
Ottawa Macdonald-Cartier International Airport (IATA: YOW, ICAO: CYOW) (franska: Aéroport international Macdonald-Cartier d'Ottawa) är en internationell flygplats belägen 10 km söder om Ottawa, Kanada. Det är provinsen Ontarios näst mest trafikerade flygplats och Kanadas sjätte mest trafikerade flygplats. Flygplatsen har tre landningsbanor.
Flygplatsen är namngiven efter John A. Macdonald och George-Étienne Cartier som var politiker som var med och grundade Kanada.